# 진양하씨 사천조동 문중
진양하씨 사천조동 문중(晉陽河氏泗川槽洞門中)은 고려조에서 사직을 지낸 하진(河珍)을 시조로 하는 진양하씨 사직공파(문효공)의 소종가로 조선 중기의 유학자이자 문인인 하태원 선생이 사천조동으로 이거하면서 창문(創門)되었다.

## 개요
진양하씨 사직공파 12세손인 세종조 명재상인 영의정 하연 선생으로부터 출발한 문효공파 9세손이자, 사직공파의 20세손인 하태원 선생이 17세기경 본거에서 독립하여 사천조동으로 시거하면서부터 진양하씨 문효공파 사천조동 문중이 창문(創門)하게 되었다.

## 시조
- 하진(河珍, 생몰년 미상, 고려 정종조·문종조 사직)

## 역대 종손
- 하태원(太沅, 유학자, 시인, 창문 1대)
- 하도(河圖), 유학자, 2대 종손)
- 하응철(應澈, 가선대부, 3대 종손)
- 하만석(萬錫, 지중추부사, 4대 종손)
- 하유서(有瑞, 유학자, 5대 종손)
- 하윤징(潤澄, 유학자, 6대 종손)
- 하덕량(德良, 유학자, 7대 종손)
- 하용우(龍佑, 유학자, 8대 종손)
- 하재청(再淸, 유학자, 9대 종손)
- 하천수(千水, 유학자, 10대 종손)
- 하재세(在世, 유학자, 교육자, 11대 종손)
- 하치호(致鎬, 12대 종손, 전 군인)
대한민국 육군고사포부대 창설멤버
한국전쟁▪베트남전쟁 무공수훈자
- 하홍술(洪述, 13대 종손)
베트남전쟁 무공수훈자
대한민국 국가유공자
- 하홍창(洪昌, 13세 14대 현 종손)

## 관련 인물

### 직계 선조

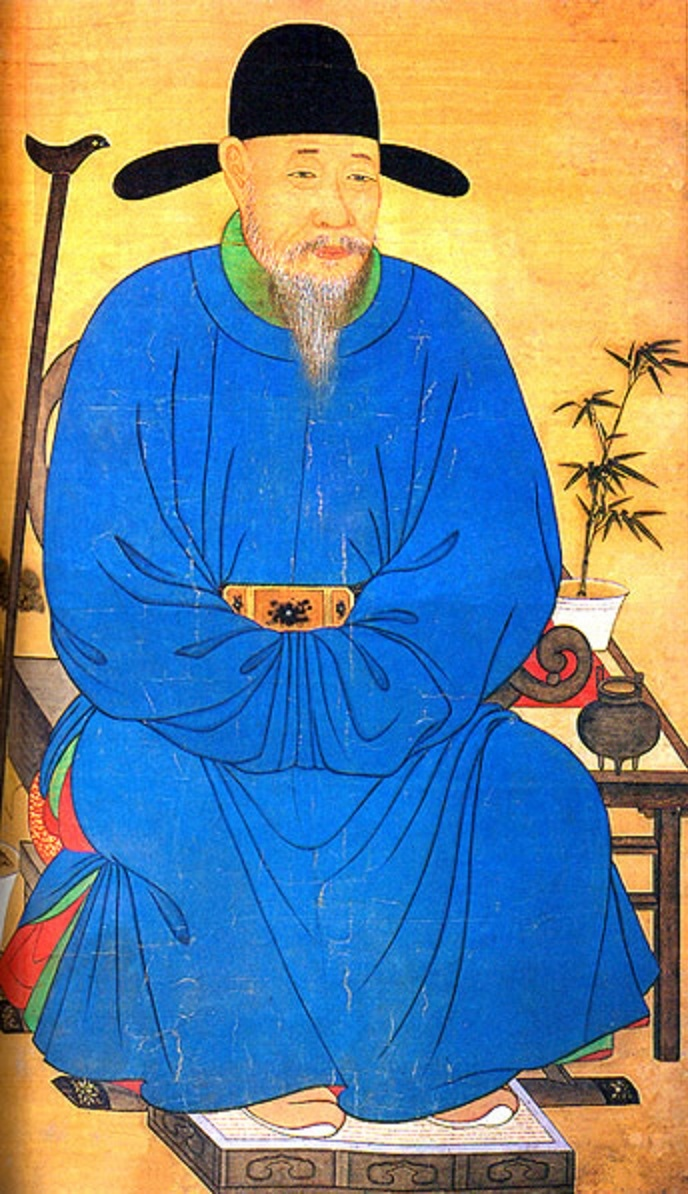
세종조 명재상
영의정 하연 선생

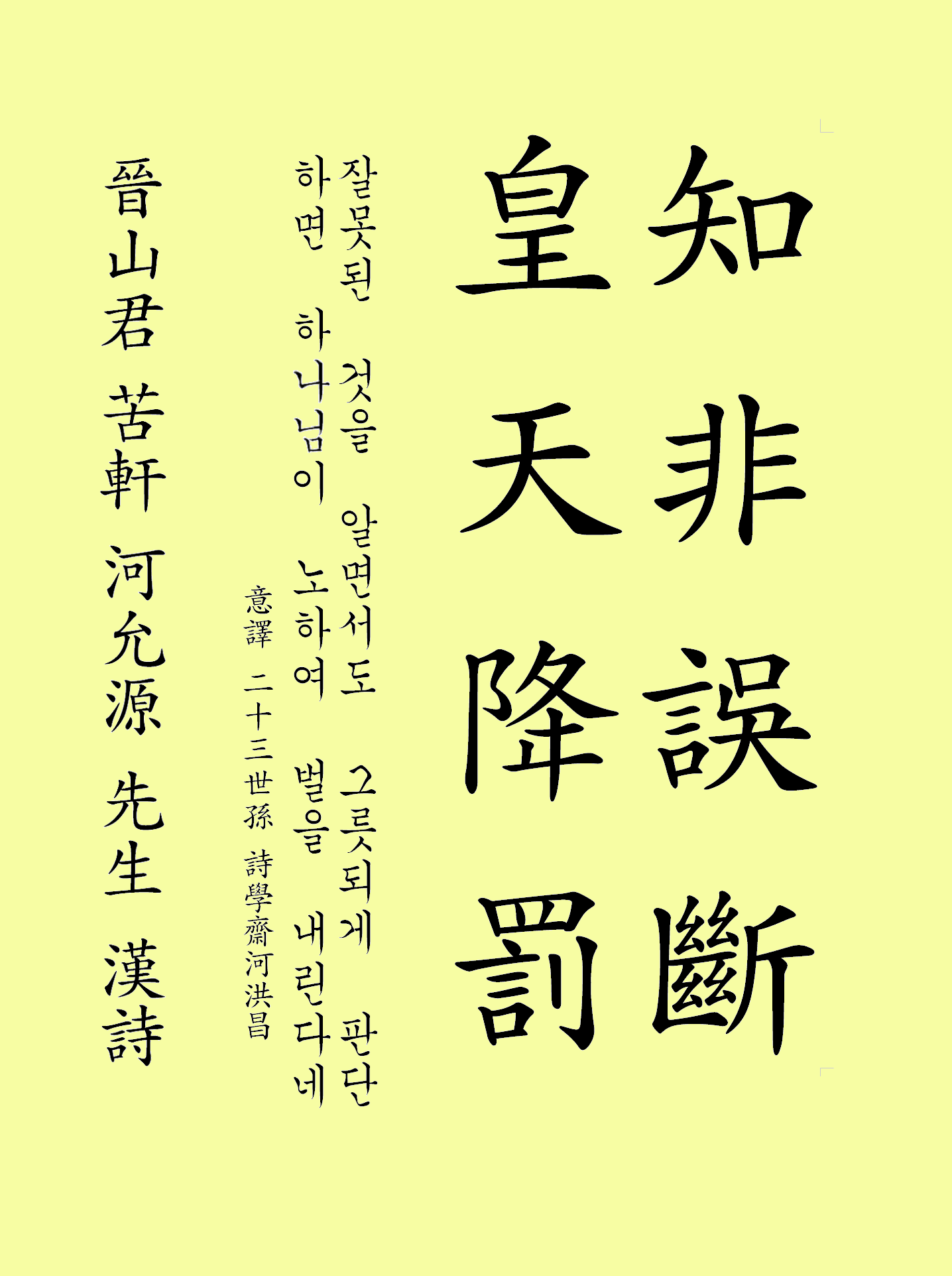
하윤원 선생의 한시, 23세손 하승무 교수 의역

- 하즙(1303년~1380년, 문하찬성사, 진주군)
- 하윤원(1322년~1376년, 대사헌, 진산군,개경수복공신)
- 하자종(1350년~1433년, 병부상서, 두문동 72현)
- 하연(1376년~1453년, 영의정, 문종의 스승)
- 하효명(1403년~1441년, 훈련원부사, 증이조참판)

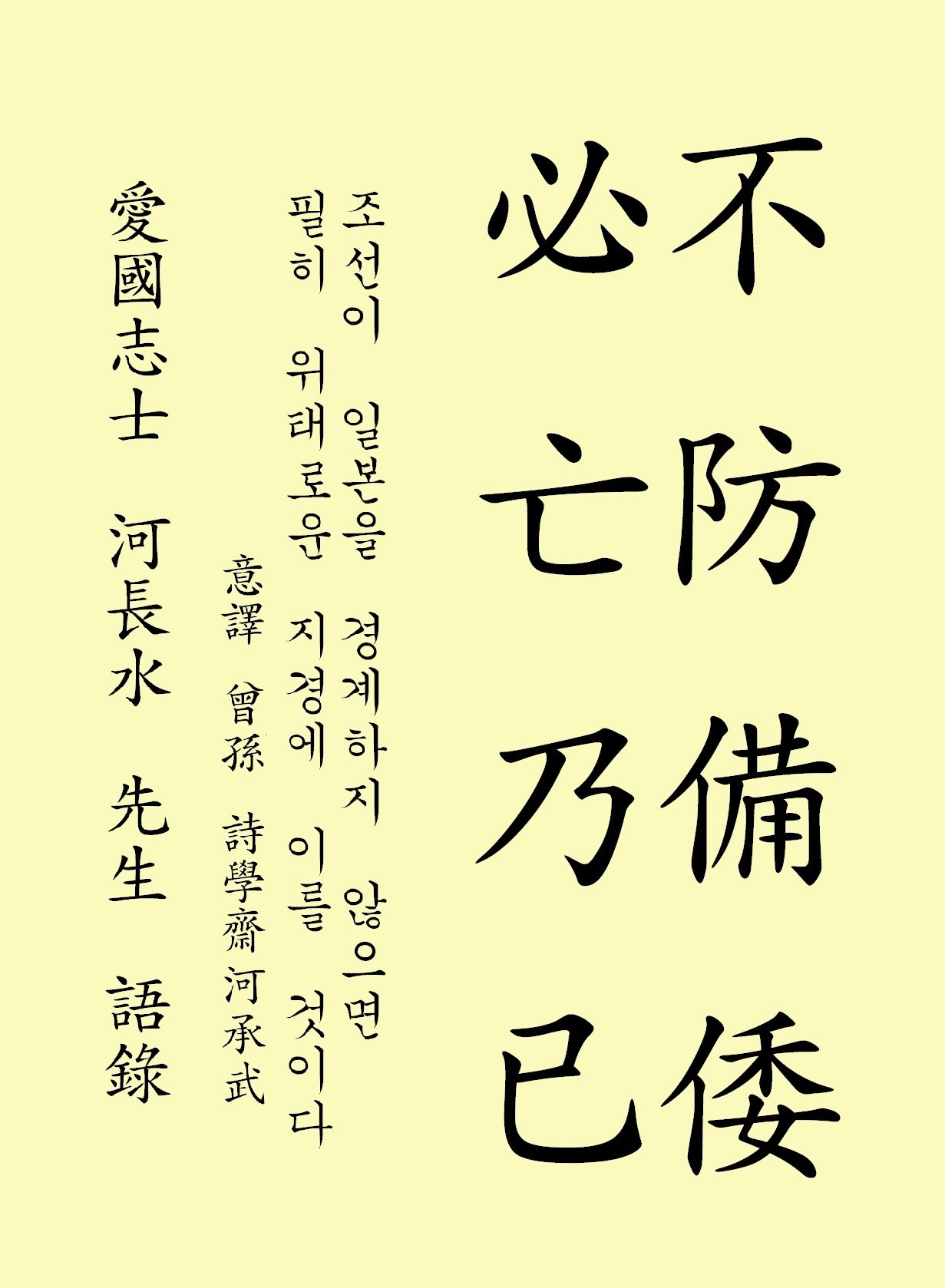
하장수 선생, 증손 하승무 교수 의역

##### 직계 후손
- 하승무(역사신학자, 시인)[2][3][4]

### 문파 인물
- 하위지(1412년~1456년, 예조참판, 사육신)
- 하장수(1864년 3월 17일~1912년 8월 11일, 대한제국의 애국지사)

### 종파 인물
- 하륜(1347년~1416년, 영의정, 진산부원군)

### 기타 인물
- 강숙순(1932년~2025년, 대한민국의 효부, 사천조동 문중 제12대 종부)

## 참고 자료
- 晉陽河氏大同譜(乾隆丙子譜, 1756년)
- 晉陽河氏大同譜(乾隆壬辰譜, 1772년)
- 晉陽河氏大同譜(乾隆乙酉譜, 1789년)
- 晉陽河氏世譜(道光戊子譜, 1828년)
- 晉陽河氏大同譜(咸豐丁巳譜, 1857년)
- 晉陽河氏大同譜(戊午譜, 1858년)
- 晉陽河氏大同譜(庚辰譜, 1880년)
- 晉陽河氏大同譜(庚子譜, 1900년)
- 晉陽河氏大同譜(甲寅譜, 1914년)
- 晉陽河氏大同譜(丁巳譜, 1917년)
- 晉陽河氏大同譜(甲子譜, 1924년)
- 晉陽河氏大同譜(戊辰譜, 1928년)
- 晉陽河氏大同譜(壬辰譜, 1952년)
- 晉陽河氏大同譜(乙未譜, 1955년)
- 晉陽河氏大同譜(丁酉譜, 1957년)
- 晉陽河氏大同譜(庚子譜, 1960년)
- 晉陽河氏大同譜(乙酉譜, 1969년)
- 晉陽河氏大同譜(甲子譜, 1984년)
- 晉陽河氏大同譜(庚辰譜, 2000년, 인제대 족보도서관 전자판)
- 하승무의 '晉陽河氏家門 人物硏究"(2015년)